# 休止駅
休止駅（きゅうしえき）とは、廃止の手続きが取られていないが駅としての営業を停止している駅のことである。通年休止駅ともいう。

## 休止駅の発生
駅が所属する鉄道路線の休止に伴うものと、何らかの事由により鉄道路線の営業が継続しているにもかかわらず駅のみが休止されるものとに分かれる。
後者の事由としては、
- 長期に渡る工事のため（西黒崎駅など）
- 営業目的である近隣施設の休業・閉鎖のため（ヤナバスキー場前駅〈2019年廃止〉など）
- 利用客が減少したが、廃止出来ない事情があるため
  - 将来的に周囲の開発などで再開する計画があるため（新有馬駅〈2013年廃止〉など）
  - 駅施設の撤去費用捻出が困難なため（菊水山駅〈2018年廃止〉など）
  - 営業以外の用途で駅施設を使用するため（赤岩駅〈2021年廃止〉など）

などの例がある。
廃止手続きの取られた駅については廃駅を、豪雪地帯などで特定の期間のみ休止する駅や、休止駅の状態が続いた後に廃止された駅については臨時駅を参照。

## 主な休止駅
日本国有鉄道（国鉄）及びその前身の路線では、不要不急線への選定などを理由に路線・駅が休止され、事実上廃止と同等の状態であるにもかかわらず、廃止手続きが実施されていないものがある（有馬線・白棚線の各駅や中央本線万世橋駅・橋場線橋場駅など）。ただし、これらは遅くとも1987年の国鉄分割民営化の際にJR各社への承継対象となっておらず、また現行の『鉄道要覧』などといった公的な資料にも記載がないため、事実上の廃止と見なし、以下の記述からは除外する。

### 休止期間を定めずに休止されている休止駅
※概ね1年以上に渡り運行休止中の路線。ただし災害により運休中の路線は除く。●印は営業中の路線上にある休止駅（無印は路線自体の休止による休止駅）
- 水根駅（東京都水道局小河内線）1957年 -
- ●猪苗代湖畔駅（東日本旅客鉄道磐越西線）2007年 -
- 知多駅（名古屋臨海鉄道南港線）2015年 -
- 昭和町駅（名古屋臨海鉄道昭和町線）2015年 -
- 船見町駅（名古屋臨海鉄道汐見町線）2015年 -
- 汐見町駅（名古屋臨海鉄道汐見町線）2015年 -
- ●大沢駅（東日本旅客鉄道奥羽本線）2024年 -

### 休止期間が定められている休止駅
※運行休止期間が休止日より1年以上になる見込みの路線の駅。ただし災害により運休中の路線は除く。●印は営業中の路線上にある休止駅（無印は路線自体の休止による休止駅）
- ●西黒崎駅（筑豊電気鉄道筑豊電気鉄道線）2021年 - 2025年予定
- 升形駅、羽前前波駅、津谷駅、古口駅、高屋駅、清川駅、狩川駅、南野駅（東日本旅客鉄道陸羽西線）2022年 - 2025年度予定